# Хорошавцев, Виктор Геннадьевич
Ви́ктор Генна́дьевич Хороша́вцев (род. 7 февраля 1953, Балезинский район, Удмуртская АССР) — российский предприниматель и политик, член Совета Федерации (2003—2009).

## Биография
Родился 7 февраля 1953 года в деревне Заполье Балезинского района Удмуртской АССР. По окончании в 1976 году Ижевского механическего института работал на предприятиях Удмуртии, в 1983—1989 годах занимал должности директора автобазы «Удмуртнефтегазстроя» и главного инженера «Союзгазавтотранса». В 1992 году вместе с Валерием Бузиловым основал многопрофильный холдинг АО АСПЭК и управлял им до 1994 года. С 1995 по 1998 год являлся председателем совета директоров ОАО «Уральский трастовый банк» и членом совета директоров ОАО «Белкамнефть». С 2000 по 2003 год — гендиректор «Белкамнефти» (позднее она перешла в собственность АФК «Система», а затем — «Русснефти»).
В 1995 году избран депутатом Государственного Совета Удмуртской Республики первого созыва, в 1999 году переизбран в Госсовет второго созыва, в 2003 — третьего.
В 2000 году возглавил удмуртское региональное отделение движения «Единство», хотя на тот момент было возбуждено уголовное дело по факту невозвращения государству валютной выручки в объёме 36 млн долларов США предприятиями, находившимися под управлением Хорошавцева.
23 апреля 2003 года Госсовет Удмуртии избрал Хорошавцева членом Совета Федерации — представителем от законодательного органа государственной власти региона.
С мая 2003 по март 2007 года состоял в Комитете Совета Федерации по экономической политике, предпринимательству и собственности, с марта 2007 по январь 2008 года являлся заместителем председателя этого комитета, в феврале 2008 года вновь стал рядовым членом комитета. С октября 2006 по ноябрь 2008 года — член Комиссии СФ по делам молодёжи и спорту, с ноября 2008 года — член Комиссии по делам молодёжи и туризму.
4 февраля 2009 года Совет Федерации досрочно прекратил полномочия Хорошавцева с 20 января по его просьбе в связи с переходом на другую работу, несовместимую с должностью сенатора.
23 января 2009 года назначен генеральным директором дочерней компании АФК «Система» — ОАО «Система-Инвест». Таким образом, под управление Хорошавцева перешла восьмая по объёму добычи российская нефтяная компания «Башнефть» и весь топливно-энергетический комплекс Башкирии.
28 сентября 2009 года назначен генеральным директором ОАО "АНК «Башнефть».
12 мая 2025 Тверской районный суд Москвы заочно арестовал Хорошавцева на два месяца с момента задержания или экстрадиции в Россию по делу о мошенничестве в особо крупном размере. Ему инкриминируется шесть эпизодов с ущербом в 9 миллиардов рублей. Его также объявили в международный розыск.

## Личная жизнь и увлечения
Хобби: трофи-рейды. В 2015 году В. Г. Хорошавцев выиграл Чемпионат России по трофи-рейдам в составе команды «Aspec-motorsport» (на автомобиле TRG06).